# Pilot 116 SE
Pilot 116 SE är en svensk lotsbåt som byggdes 2001 som Tjb 116 av Marine Alutech Oy Ab i Tykö i Finland för Sjöfartsverket i Norrköping. Tjb 116 stationerades vid Sandhamns lotsplats. År 2005 döptes båten om till Pilot 116 SE.